# Ołeksandropil (rejon kramatorski)
Ołeksandropil (ukr. Олександропіль) – wieś na Ukrainie, w obwodzie donieckim, w rejonie kramatorskim, w hromadzie Illiniwka. W 2001 liczyła 194 mieszkańców.